# Rouvrel
Rouvrel est une commune française située dans le département de la Somme, en région Hauts-de-France.

## Géographie

### Localisation
Rouvrel est un village picard de l'Amiénois.
Limitrophe d'Ailly-sur-Noye et Moreuil, la localité est située à 16 km au sud-est d'Amiens, 17 km au sud-ouest de Corbie, 18 km au nord-ouest de Montdidier et à 44 km au nord-est de Beauvais à vol d'oiseau.
Le territoire de la commune est limitrophe de ceux de sept communes.
Les communes limitrophes sont Ailly-sur-Noye, Dommartin, Hailles, Mailly-Raineval, Moreuil, Morisel et Remiencourt.

### Hydrographie
La commune est située dans le bassin Artois-Picardie. Elle n'est drainée par aucun cours d'eau.

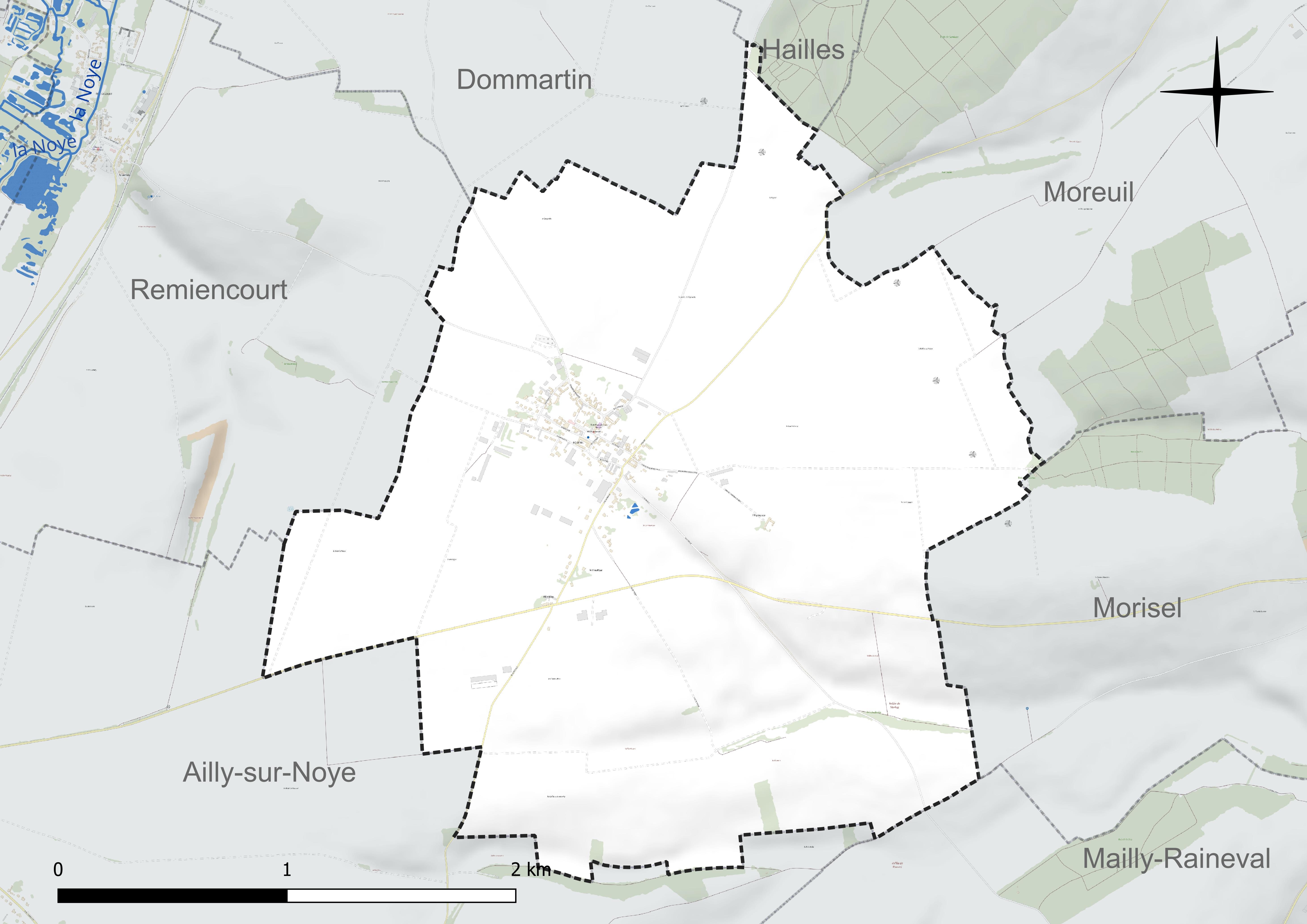
Réseau hydrographique de Rouvrel.

### Climat
Pour des articles plus généraux, voir Climat des Hauts-de-France et Climat de la Somme.
En 2010, le climat de la commune est de type climat océanique dégradé des plaines du Centre et du Nord, selon une étude du CNRS s'appuyant sur une série de données couvrant la période 1971-2000. En 2020, Météo-France publie une typologie des climats de la France métropolitaine dans laquelle la commune est exposée à un climat océanique et est dans la région climatique Nord-est du bassin Parisien, caractérisée par un ensoleillement médiocre, une pluviométrie moyenne régulièrement répartie au cours de l'année et un hiver froid (3 °C).
Pour la période 1971-2000, la température annuelle moyenne est de 10,3 °C, avec une amplitude thermique annuelle de 14,3 °C. Le cumul annuel moyen de précipitations est de 718 mm, avec 11,7 jours de précipitations en janvier et 8,3 jours en juillet. Pour la période 1991-2020, la température moyenne annuelle observée sur la station météorologique la plus proche, située sur la commune de Glisy à 12 km à vol d'oiseau, est de 11,1 °C et le cumul annuel moyen de précipitations est de 646,6 mm,. Pour l'avenir, les paramètres climatiques de la commune estimés pour 2050 selon différents scénarios d'émission de gaz à effet de serre sont consultables sur un site dédié publié par Météo-France en novembre 2022.

## Urbanisme

### Typologie
Au 1er janvier 2024, Rouvrel est catégorisée commune rurale à habitat dispersé, selon la nouvelle grille communale de densité à sept niveaux définie par l'Insee en 2022.
Elle est située hors unité urbaine. Par ailleurs la commune fait partie de l'aire d'attraction d'Amiens, dont elle est une commune de la couronne,. Cette aire, qui regroupe 369 communes, est catégorisée dans les aires de 200 000 à moins de 700 000 habitants,.

### Occupation des sols
L'occupation des sols de la commune, telle qu'elle ressort de la base de données européenne d'occupation biophysique des sols Corine Land Cover (CLC), est marquée par l'importance des territoires agricoles (94,6 % en 2018), en diminution par rapport à 1990 (95,4 %). La répartition détaillée en 2018 est la suivante : 
terres arables (94,6 %), zones urbanisées (5,4 %), forêts (0,1 %). L'évolution de l'occupation des sols de la commune et de ses infrastructures peut être observée sur les différentes représentations cartographiques du territoire : la carte de Cassini (XVIIIe siècle), la carte d'état-major (1820-1866) et les cartes ou photos aériennes de l'IGN pour la période actuelle (1950 à aujourd'hui).

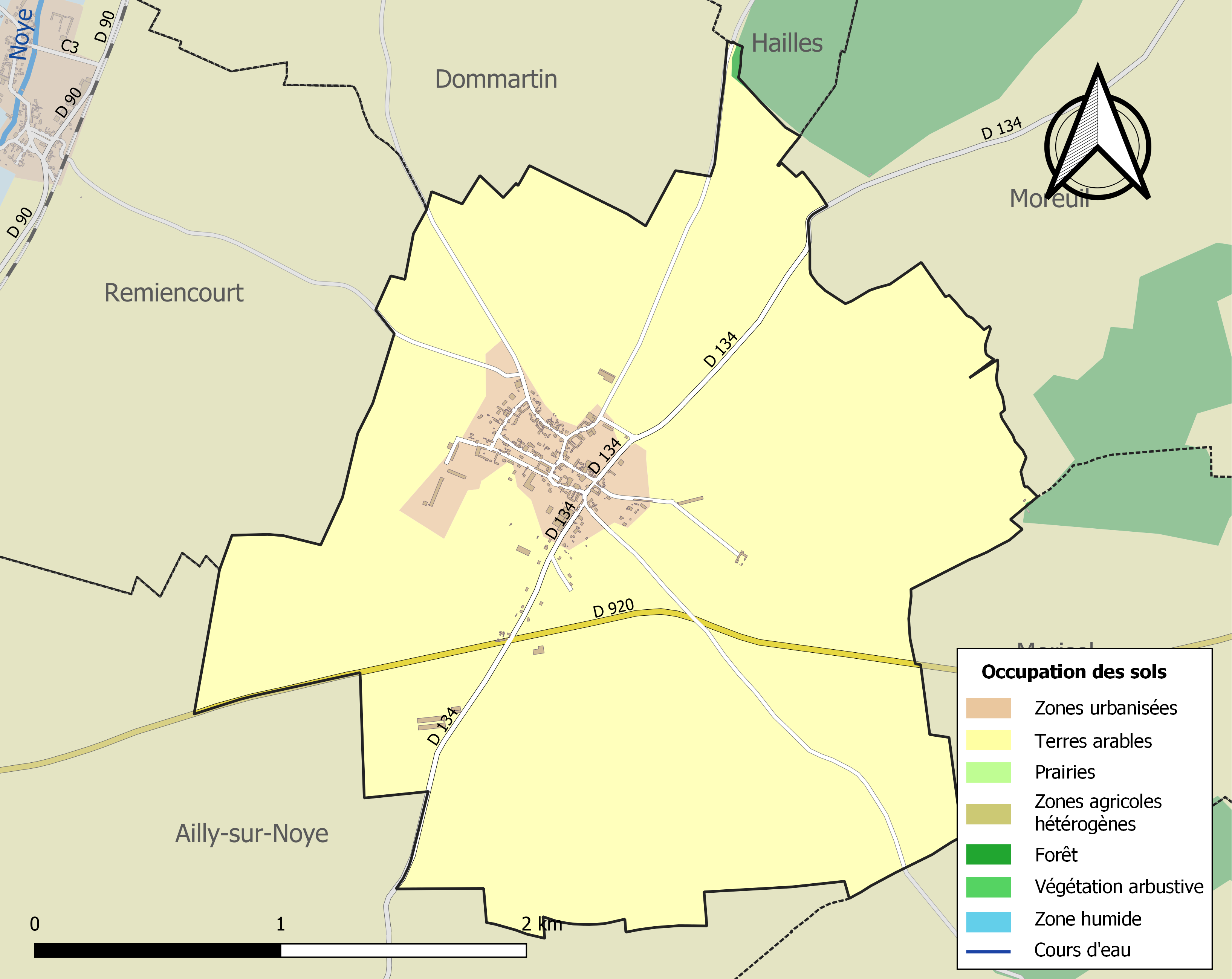
Carte des infrastructures et de l'occupation des sols de la commune en 2018 (CLC).

### Voies de communication et transports
La localité est desservie par les lignes d'autocars du réseau Trans'80, Hauts-de-France, tous les jours sauf le dimanche et les jours fériés (ligne no 41, Montdidier - Ailly-sur-Noye - Amiens).

## Toponymie
Rouvrel, cité dès 1141, signifie probablement pays couvert de chênes rouvres.

## Histoire

### Époque contemporaine
D'après le plan de cadastre Napoléonien section C4, la commune possédait un moulin à vent en bois aujourd'hui disparu.

#### Première Guerre mondiale
Le village se trouve dans la zone des combats de l'offensive du Printemps 1918 puis de la bataille d'Amiens. Il a été décoré de la Croix de guerre 1914-1918 le 3 novembre 1920.
Le village est très largement détruit pendant la Première Guerre mondiale,,,,,.

## Politique et administration

### Rattachements administratifs et électoraux
La commune se trouve dans l'arrondissement de Montdidier du département de la Somme. Pour l'élection des députés, elle fait partie depuis 2012 de la quatrième circonscription de la Somme.
Elle fait partie depuis 1801 du canton d'Ailly-sur-Noye, qui a été modifié et agrandi dans le cadre du redécoupage cantonal de 2014 en France.

### Intercommunalité
La commune était membre de la communauté de communes du Val de Noye, créée par un arrêté préfectoral du 11 mai 2001, et qui succèdait, conformément aux dispositions de la loi Chevènement, au district du Val de Noye, créé en 1994.
Dans le cadre des dispositions de la loi portant nouvelle organisation territoriale de la République du 7 août 2015, qui prévoit que les établissements publics de coopération intercommunale (EPCI) à fiscalité propre doivent avoir un minimum de 15 000 habitants, la préfète de la Somme propose en octobre 2015 un projet de nouveau schéma départemental de coopération intercommunale (SDCI) prévoyant la réduction de 28 à 16 du nombre des intercommunalités à fiscalité propre du département.
Après des hypothèses de regroupement des communautés de communes du Grand Roye (CCGR), du canton de Montdidier (CCCM), du Santerre et d'Avre, Luce et Moreuil, la préfète dévoile en octobre 2015 son projet qui prévoit la « des communautés de communes d'Avre Luce Moreuil et du Val de Noye », le nouvel ensemble de 22 440 habitants regroupant 49 communes,. À la suite de l'avis favorable des intercommunalités et de la commission départementale de coopération intercommunale en janvier 2016 puis des conseils municipaux et communautaires concernés, la fusion est établie par un arrêté préfectoral du 22 décembre 2016, qui prend effet le 1er janvier 2017.
La commune est donc désormais membre de la communauté de communes Avre Luce Noye (CCALN).

### Liste des maires
| Période                                  | Période                      | Identité               | Étiquette | Qualité |
| ---------------------------------------- | ---------------------------- | ---------------------- | --------- | --- |
| Les données manquantes sont à compléter. |                              |                        |           | |
| 1793                                     |                              | Jean Baptiste Caron    |           | |
| 1793                                     | 1796                         | Jacques Murgalé        |           | officier public |
| 1796                                     | 1800                         | André Pillon           |           | agent municipal |
| 1801                                     | 1815                         | Jean Charle Fétart     |           | |
| mai 1815                                 | juillet 1815                 | Stanislas Serpette     |           | |
| août 1815                                | septembre 1815               | Jean Charle Fétart     |           | |
| septembre 1815                           | mai 1821                     | Jacques Murgalé        |           | |
| 1821                                     |                              | Villèle                |           | président du conseil |
| juin 1821                                | 1834                         | Stanislas Serpette     |           | |
| décembre 1834                            | mai 1858                     | Marc André Devauchelle |           | |
| juin 1858                                | décembre 1870                | Jean Baptiste Hilaire  |           | |
| janvier 1871                             | avril 1884                   | Auguste Tarle          |           | |
| 1884                                     | 1888                         | Zéphir Boucher         |           | |
| 1888                                     | 1892                         | Jules Serpette         |           | |
| 1892                                     | 1900                         | Zéphir Boucher         |           | |
| 1900                                     | 1903                         | Jules Serpette         |           | |
| 1903                                     | 1907                         | Clodomir Decaix        |           | |
| 1907                                     | 1925                         | Camille Picard         |           | |
| 1925                                     | 1941                         | Gaston Thibaut         |           | |
| 1941                                     | 1955                         | Maurice Leroy          |           | |
| 1955                                     | 1986                         | Francis Sence          |           | |
| 1986                                     | 1995                         | André Sagnier          |           | |
| 1995                                     | 2010                         | Brigitte Lhomme        | DVD       | Fonctionnaire territoriale. Conseillère régionale des Hauts-de-France (2015 → ) Conseillère générale puis départementale d'Ailly-sur-Noye (2001 → ) Vice-présidente du conseil départemental de la Somme (2015 → ) Démissionnaire |
| 2010                                     | En cours (au 8 octobre 2020) | Jean-Maurice Leroy     |           | Fonctionnaire Réélu pour le mandat 2020-2026, |

## Population et société

### Démographie
L'évolution du nombre d'habitants est connue à travers les recensements de la population effectués dans la commune depuis 1793. Pour les communes de moins de 10 000 habitants, une enquête de recensement portant sur toute la population est réalisée tous les cinq ans, les populations de référence des années intermédiaires étant quant à elles estimées par interpolation ou extrapolation. Pour la commune, le premier recensement exhaustif entrant dans le cadre du nouveau dispositif a été réalisé en 2005.

En 2022, la commune comptait 303 habitants, en évolution de −0,33 % par rapport à 2016 (Somme : −1,26 %, France hors Mayotte : +2,11 %).
| 1793 | 1800 | 1806 | 1821 | 1831 | 1836 | 1841 | 1846 | 1851 |
| ---- | ---- | ---- | ---- | ---- | ---- | ---- | ---- | ---- |
| 426  | 374  | 400  | 448  | 391  | 427  | 416  | 443  | 450  |

| 1856 | 1861 | 1866 | 1872 | 1876 | 1881 | 1886 | 1891 | 1896 |
| ---- | ---- | ---- | ---- | ---- | ---- | ---- | ---- | ---- |
| 455  | 470  | 455  | 413  | 441  | 417  | 393  | 350  | 325  |

| 1901 | 1906 | 1911 | 1921 | 1926 | 1931 | 1936 | 1946 | 1954 |
| ---- | ---- | ---- | ---- | ---- | ---- | ---- | ---- | ---- |
| 308  | 330  | 280  | 159  | 205  | 192  | 203  | 203  | 201  |

| 1962 | 1968 | 1975 | 1982 | 1990 | 1999 | 2005 | 2006 | 2010 |
| ---- | ---- | ---- | ---- | ---- | ---- | ---- | ---- | ---- |
| 196  | 201  | 204  | 206  | 211  | 238  | 258  | 261  | 272  |

| 2015 | 2020 | 2022 | - | - | - | - | - | - |
| ---- | ---- | ---- | - | - | - | - | - | - |
| 302  | 310  | 303  | - | - | - | - | - | - |

### Enseignement
Les enfants de la commune sont scolarisés depuis 2018 au sein d'un regroupement pédagogique concentré (RPC) bipolaire, qui accueille les enfants de Mailly-Raineval, Sauvillers-Mongival, Aubvillers, Thory, Louvrechy et Rouvrel dans deux sites, à Louvrechy pour la moitié des élèves, soit une soixantaine de la petite section de maternelle au CP, les autres étant scolarisés à Rouvrel.
La construction des nouveaux locaux a lieu en 2017-2018 et l'ancienne école, qui ne comptait qu'une classe, est transformée pour servir de cantine et de cuisine,,. Ce RPC a succédé à un regroupement pédagogique intercommunal (RPI) afin de prendre en compte la croissance des effectifs.

## Culture locale et patrimoine

### Lieux et monuments
- Église Saint-Martin[46], reconstruite en 1920 après les destructions de la Première Guerre mondiale[47], conservant des fonts baptismaux du XIIIe siècle[48].
- Monument aux morts

### Personnalités liées à la commune
L'abbé de Bussy, savant, est né à Rouvrel en 1788.

### Héraldique
| Blason de Rouvrel | Blason  | Coupé : au 1er parti au I d'azur à un gland tigé et feuillé de deux pièces d'or, posé en pal, le gland en chef, au II de sinople à sept épis de blé, empoignés en éventail et liés d'or, au 2d d'argent à saint Martin de carnation, vêtu de gueules, auréolé d'or, coupant son manteau avec une épée d'or, sur un cheval de tenné. Ornements extérieursCroix de guerre 1914-1918 |
| Blason de Rouvrel | Détails | Adopté en novembre 2023. |